# Lärksparv
Lärksparv (Chondestes grammacus) är en fågel i familjen amerikanska sparvar inom ordningen tättingar.

## Utseende och läte
Lärksparven är en relativt stor (15-17 cm), långstjärtad och mycket distinkt tecknad amerikansk sparv. Den har kastanjefärgade kinder och sidor av hättan som kontrasterar med vitt ögonbryn och kronstreck. Adulta fåglar har på sparvmanér mörkstreckad brun rygg, medan undersidan är helvit förutom en mörk fläck mitt på bröstet. Den mörka stjärtens vita hörn är också tydliga. Sången är två klara toner följda av en drill.

## Levnadssätt
Lärksparven ses jordbrukslandskap och grässlätter. Den födosöker på marken eller lågt i buskar på jakt efter i synnerhet frön, men under häckningssäsong även insekter, som gräshoppor. Till skillnad från de flesta andra arter i familjen går den gärna hellre än hoppar fram. 

### Häckning
Fågeln bygger sin boskål av gräs på marken där den lägger tre till sex ägg. Ibland ses den lägga ägg i gamla bon som tillhör rödbrun härmtrast eller nordhärmtrast.

## Utbredning och systematik
Lärksparv delas in i två underarter med följande utbredning:
- Chondestes grammacus grammacus – förekommer från södra och centrala Kanada (Ontario) till New York, norra Texas och västra North Carolina
- Chondestes grammacus strigatus – häckar från sydvästra Kanada och västra USA till norra Mexiko. Flyttar vintertid så långt söderut som till södra Mexiko

Arten är en mycket sällsynt gäst i Europa med endast två fynd, båda i Storbritannien: 30 juni 1981 i Suffolk och tio år senare 15 maj 1991 i Norfolk.

### Släktskap
Lärksparv placeras som enda art i släktet Chondestes. Dess närmaste släktingar är arterna i Spizella, Amphispiza samt svartsparv (Calamospiza melanocorys).

### Familjetillhörighet
Tidigare fördes de amerikanska sparvarna till familjen fältsparvar (Emberizidae) som omfattar liknande arter i Eurasien och Afrika. Flera genetiska studier visar dock att de utgör en distinkt grupp som sannolikt står närmare skogssångare (Parulidae), trupialer (Icteridae) och flera artfattiga familjer endemiska för Karibien.

## Status och hot
Arten har ett stort utbredningsområde och en stor population, men tros minska i antal, dock inte tillräckligt kraftigt för att den ska betraktas som hotad. Internationella naturvårdsunionen IUCN kategoriserar därför arten som livskraftig (LC). Världspopulationen uppskattas till elva miljoner vuxna individer.

## Bilder

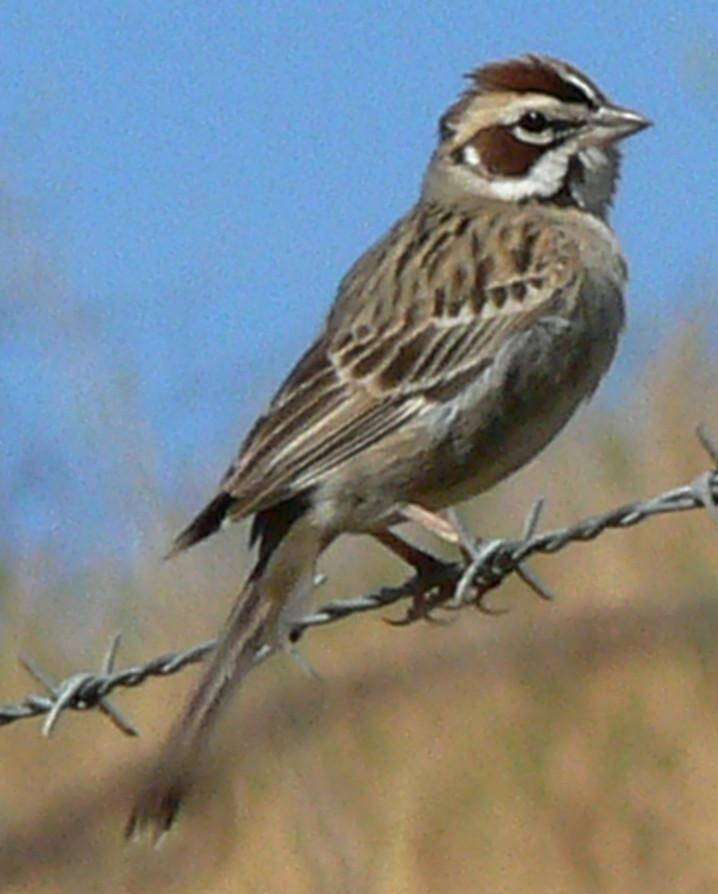
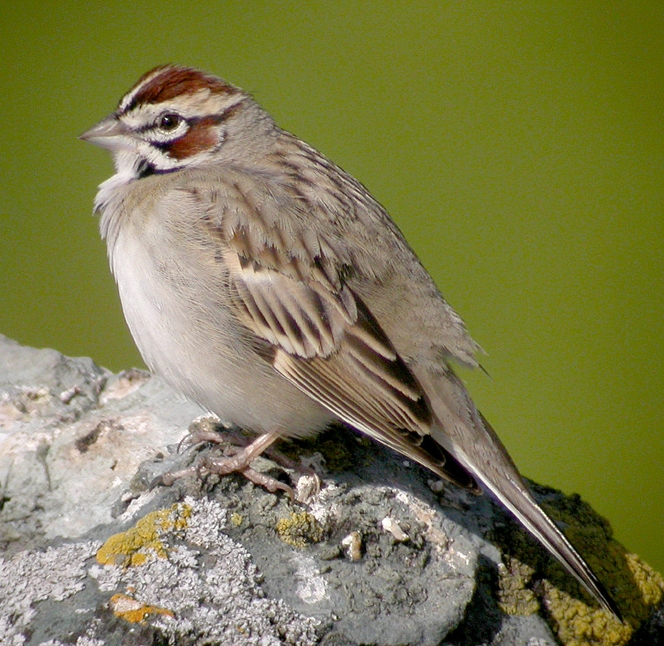